# Liparis nervosa
Liparis nervosa är en orkidéart som först beskrevs av Carl Peter Thunberg, och fick sitt nu gällande namn av John Lindley. Liparis nervosa ingår i släktet gulyxnen, och familjen orkidéer.

## Underarter
Arten delas in i följande underarter:
- L. n. granitica
- L. n. nervosa
- L. n. khasiana

## Bildgalleri

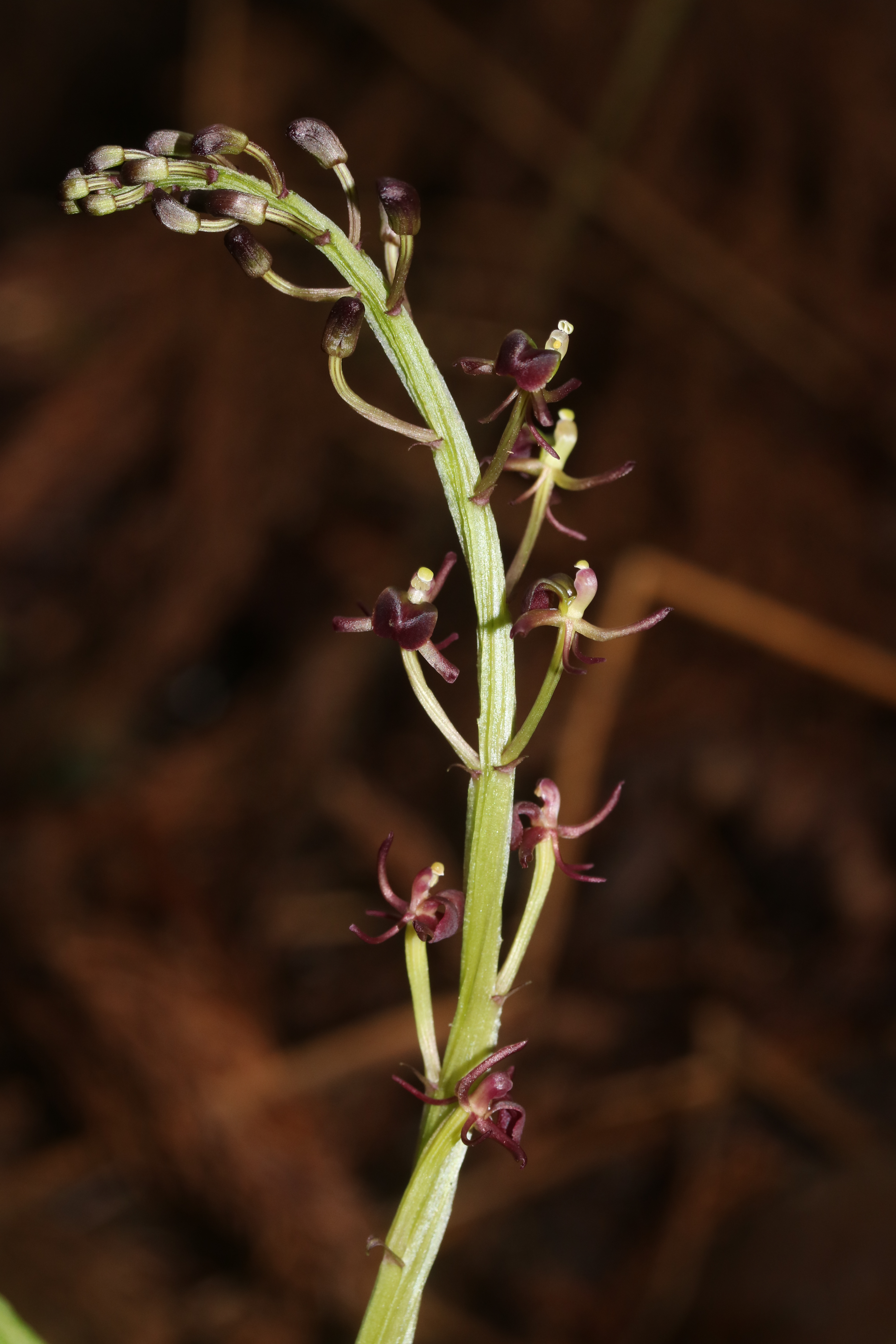
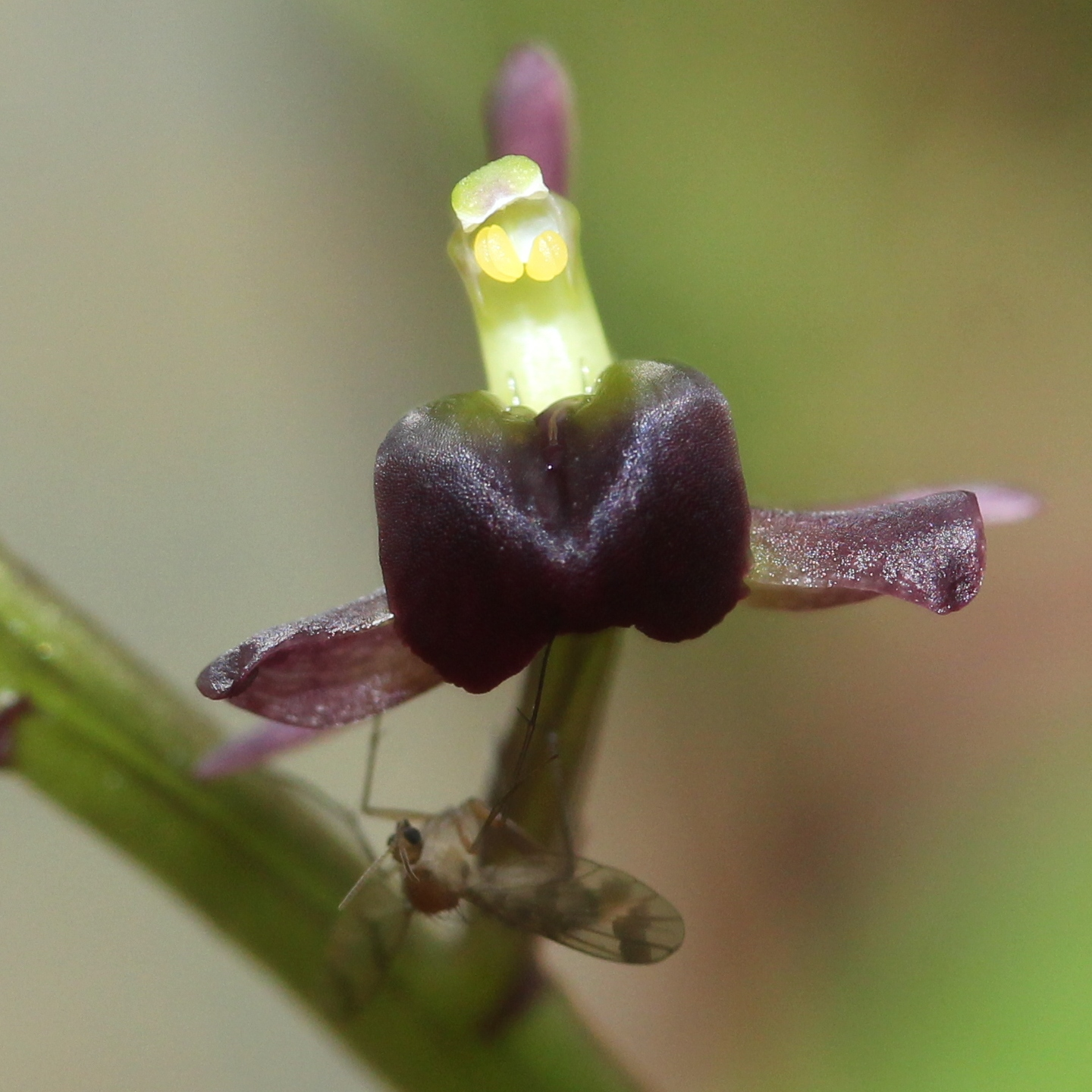
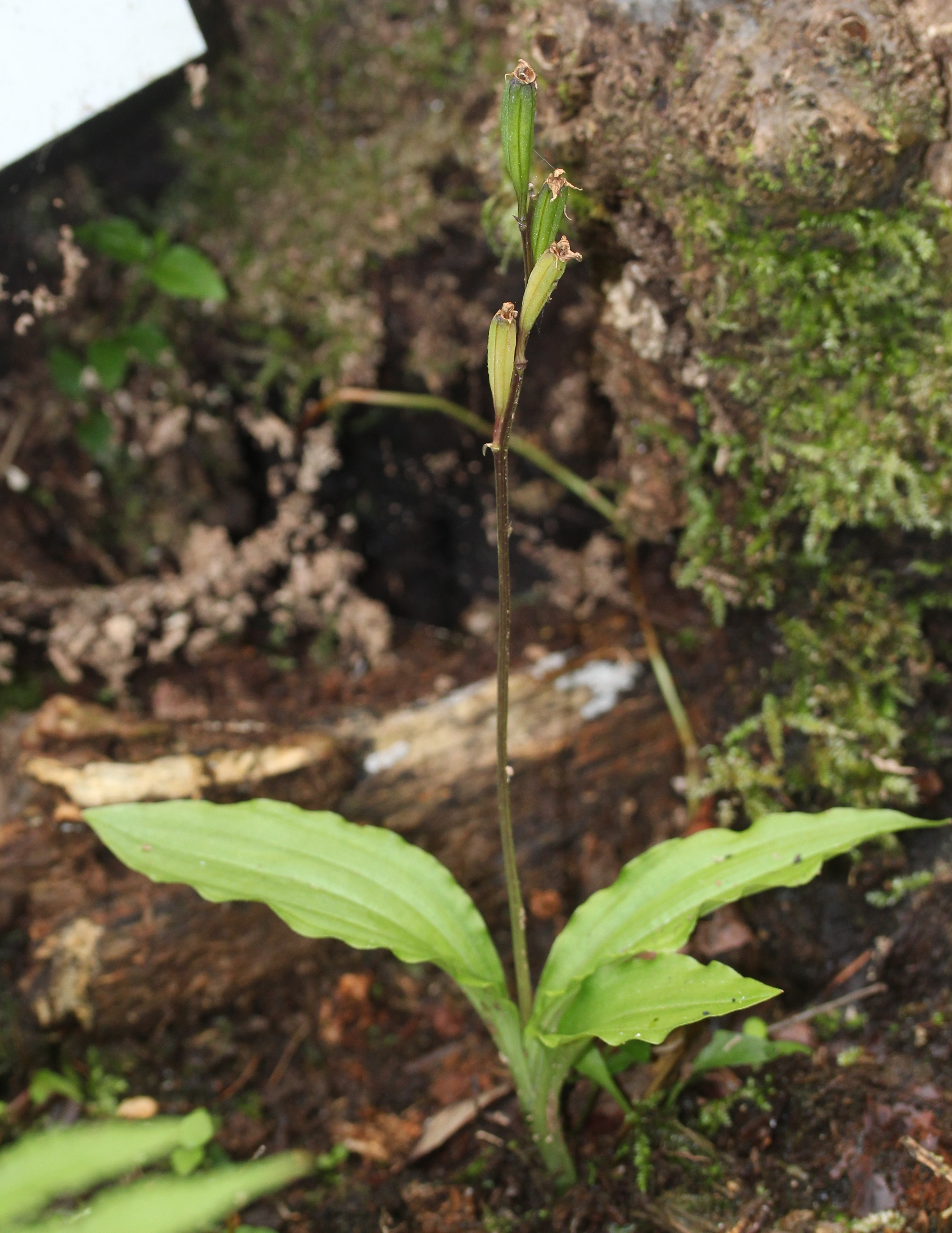
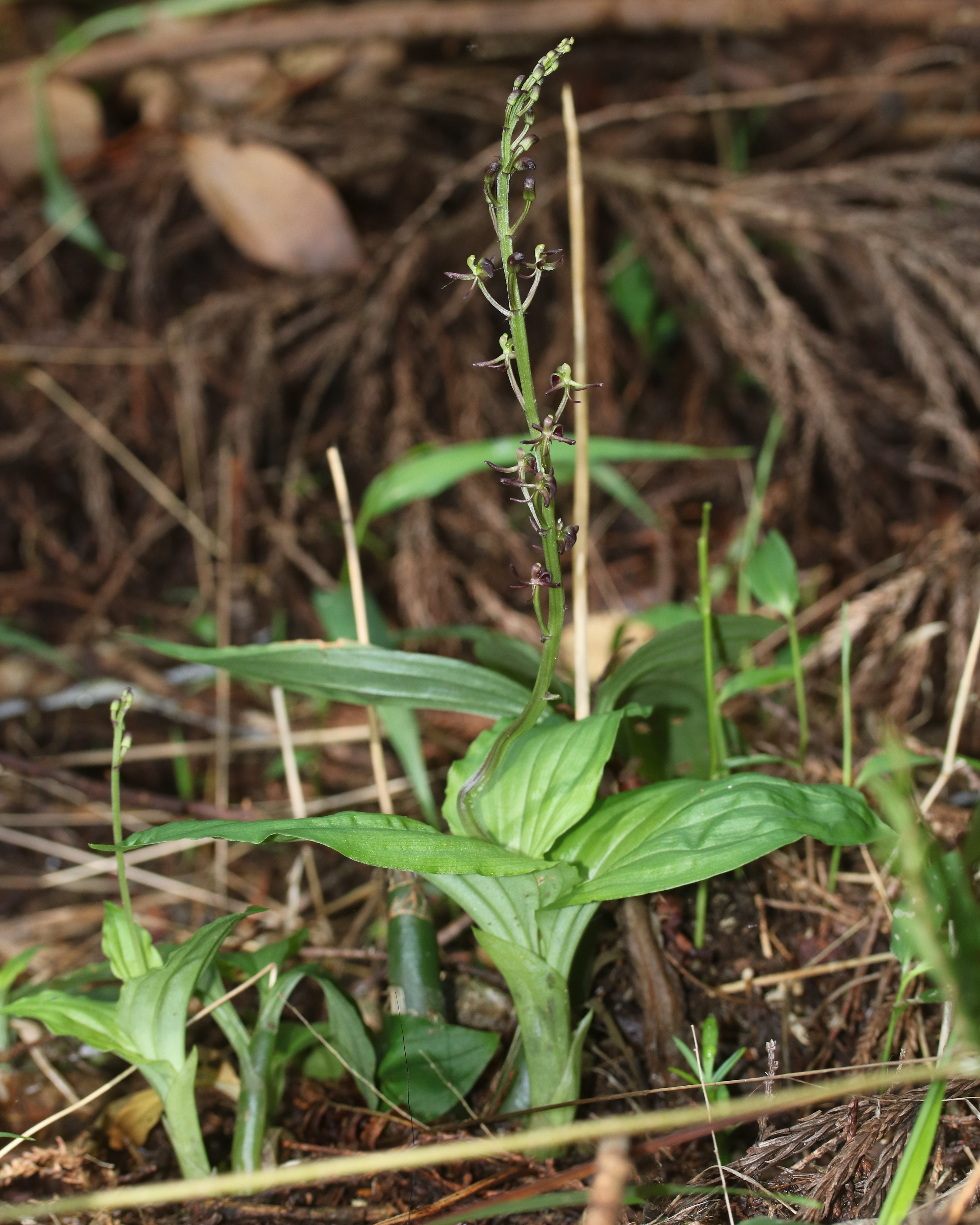
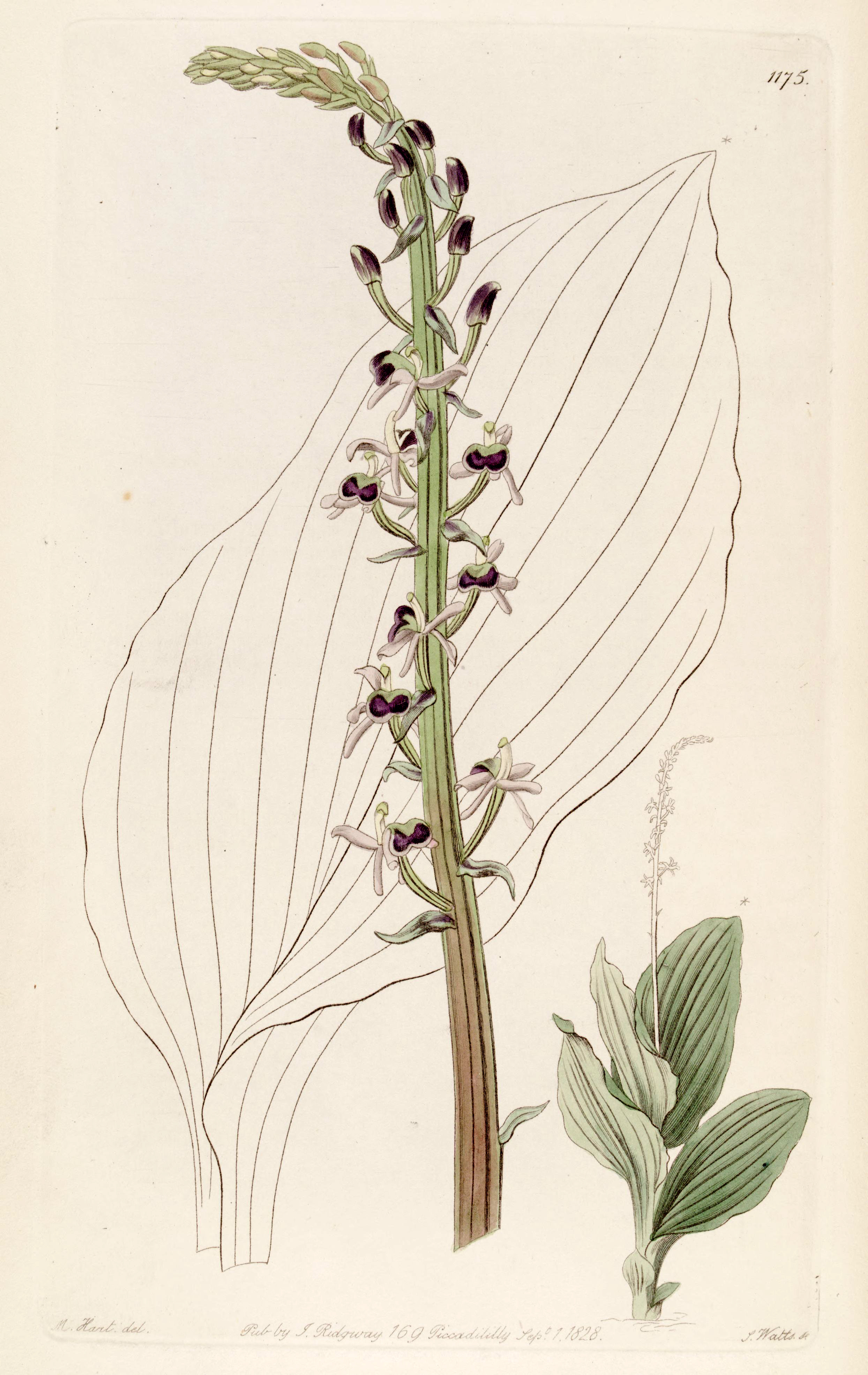
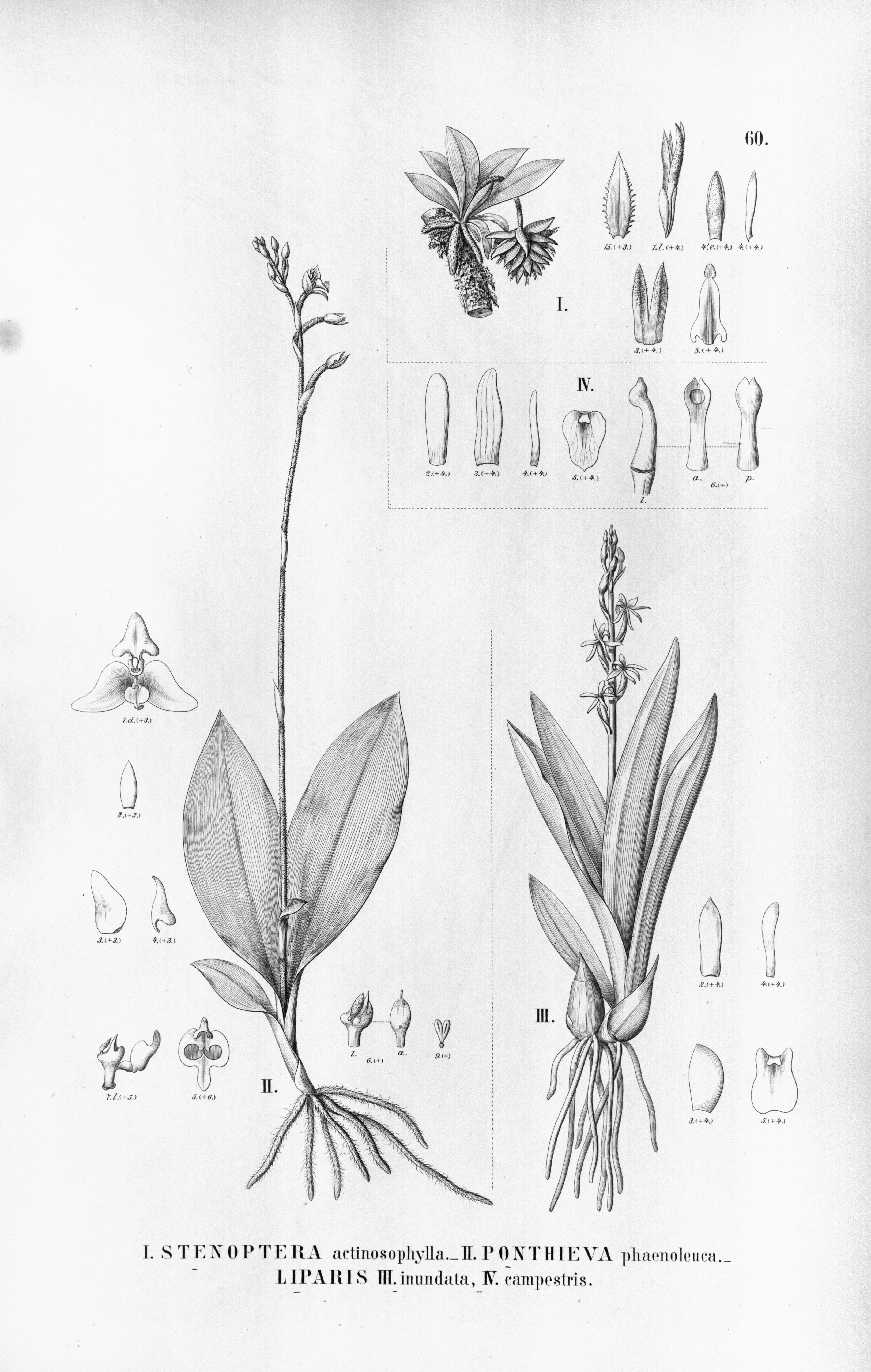